# Liste der Monuments historiques in La Chaise
Die Liste der Monuments historiques in La Chaise führt die Monuments historiques in der französischen Gemeinde La Chaise auf.

## Liste der Immobilien
| Bezeichnung          | Beschreibung                                                                                              | Standort              | Kennzeichnung | Schutzstatus | Datum | Bild |
| -------------------- | --- | --------------------- | ------------- | ------------ | ----- | ---- |
| Château de La Chaise | Jagdschloss, 1864 fertiggestellt; Wirtschaftsgebäude um 1885; bauzeitliche Ausstattung teilweise erhalten | Rue du Château (Lage) | PA10000011    | Inscrit      | 2000  |      |

## Liste der Objekte
| Bezeichnung                  | Beschreibung                                                                    | Standort                          | Kennzeichnung | Schutzstatus | Datum | Bild |
| ---------------------------- | ------------------------------------------------------------------------------- | --------------------------------- | ------------- | ------------ | ----- | ---- |
| Skulptur Heiliger Nikolaus   | mit Stifterfigur; Holz, farbig gefasst und vergoldet, Ende des 15. Jahrhunderts | in der Kirche St-Berchaire (Lage) | PM10004673    | Inscrit      | 1976  |      |
| Skulptur Evangelist Matthäus | Kalkstein, ehemals farbig gefasst, 16. Jahrhundert                              | in der Kirche St-Berchaire (Lage) | PM10000384    | Classé       | 1977  |      |
| Skulptur Heiliger Bercharius | Holz, farbig gefasst und vergoldet, 15. Jahrhundert                             | in der Kirche St-Berchaire (Lage) | PM10004676    | Inscrit      | 1976  |      |
| Skulptur Heiliger Eligius    | Holz, farbig gefasst, 15. Jahrhundert; gestohlen                                | in der Kirche St-Berchaire (Lage) | PM10000385    | Classé       | 1977  |      |
| Skulptur Madonna             | Holz, farbig gefasst und vergoldet, 17. Jahrhundert                             | in der Kirche St-Berchaire (Lage) | PM10004675    | Inscrit      | 1976  |      |
| Skulptur Heiliger Tiburtius  | Holz, farbig gefasst und vergoldet, 18. Jahrhundert                             | in der Kirche St-Berchaire (Lage) | PM10004674    | Inscrit      | 1976  |      |